# Forte di San Giorgio
Il Forte di San Giorgio (Forte di San Ghjorgiu in corso) si trova sull'isola di Capraia, nell'arcipelago Toscano. Il castello si trova su un'altura nei pressi del porto, sul versante nord-est.
Il castello venne costruito dal 1540 dai Genovesi a seguito della distruzione ad opera del corsaro Dragut dell'insediamento preesistente, basato su un fortino pisano del XII secolo.
Con la costruzione del forte, che poteva, all'occorrenza, ospitare tutta la popolazione, venne abbandonato l'insediamento al centro dell'isola (la piana presso la chiesa di Santo Stefano) e sviluppato maggiormente il porto.
Nell'Ottocento una grande frana, ancora ben visibile dal mare, coinvolse il lato est del Forte, provocando numerose vittime tra i suoi abitanti e distruggendo il "Quartiere delle donne", che comprendeva un monastero di suore. Oggi il castello è stato ristrutturato per ricavarvi appartamenti privati.

## Altre immagini

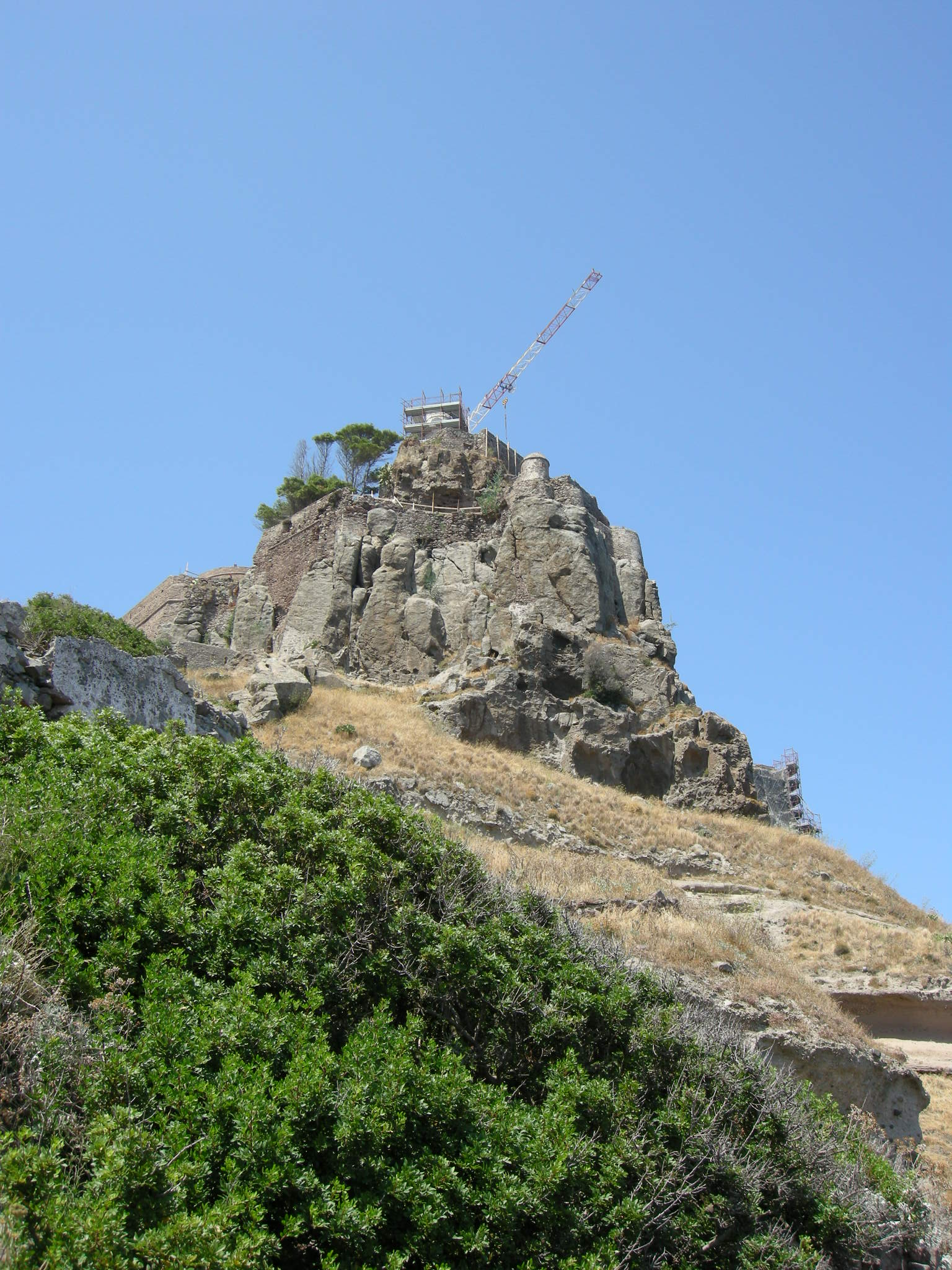
Veduta dello sperone roccioso dal basso
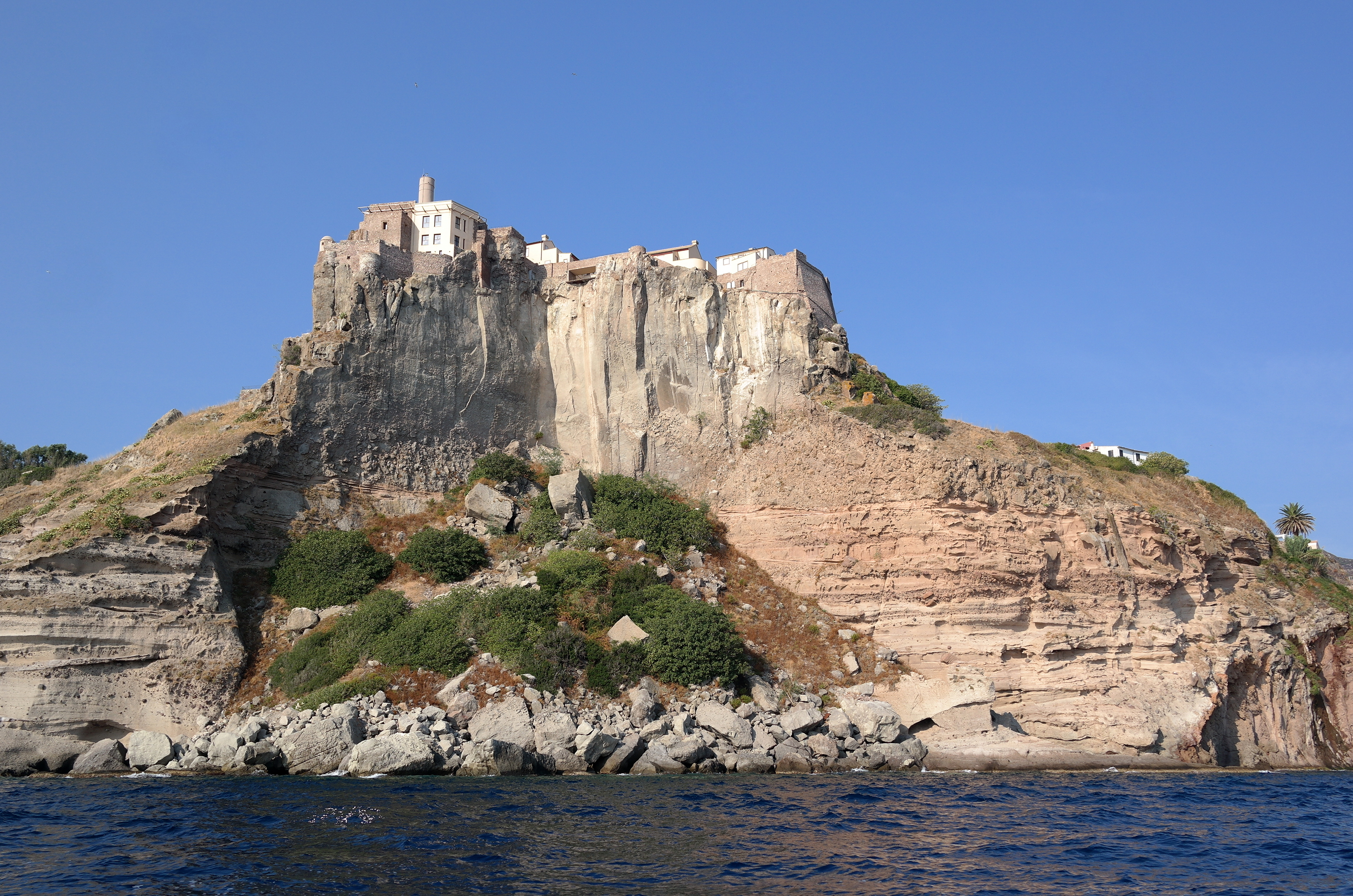
La parte franata
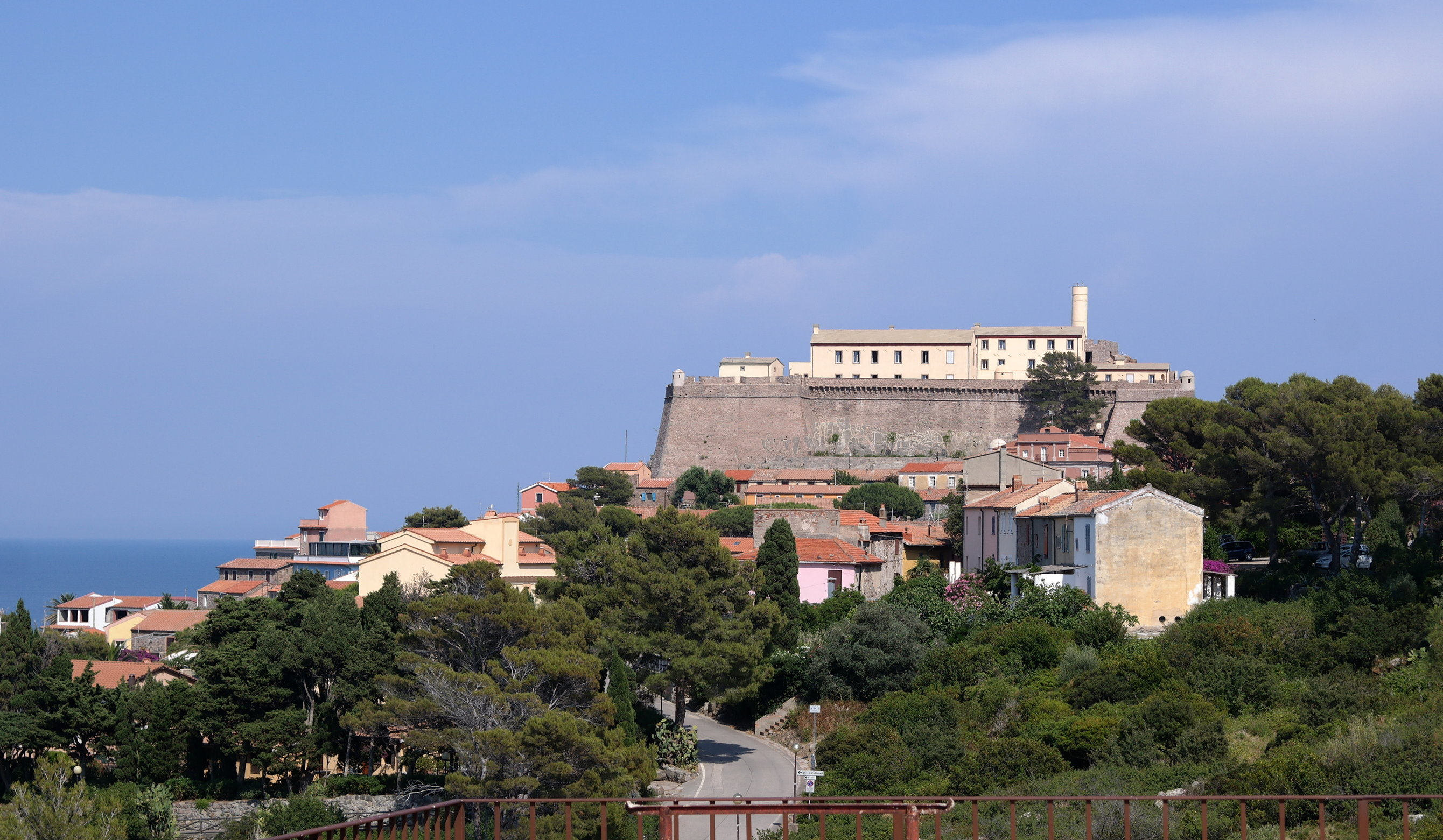
Vista del forte, che domina il paese